# Parc provincial Great Blue Heron
Le parc provincial Great Blue Heron (anglais : Great Blue Heron Provincial Park) est un parc provincial de la Saskatchewan situé à l'est du parc national de Prince Albert. Il a été créé en 2013 et il a une superficie de 111,68 km2.

## Toponymie

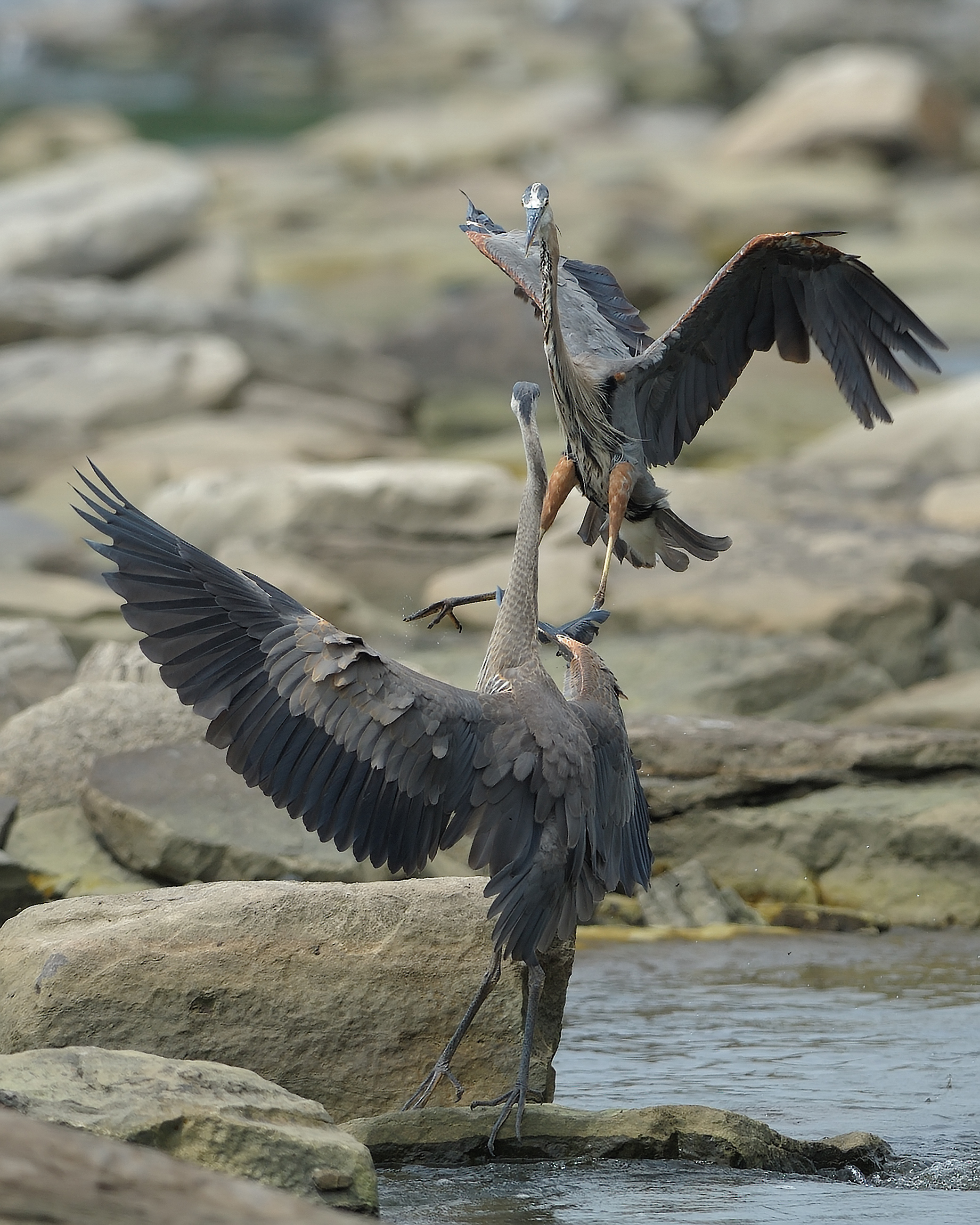

Le nom du parc prend son nom du nom anglais du Grand Héron (Ardea herodias), oiseau qui fréquente les marais et les lacs du parc. Il symbolise aussi la principale mission du parc, qui est de protéger le bassin hydrographique des lacs Anglin et Emma.